# Elisha Cuthbert
Elisha Ann Cuthbert (Calgary, 30 de novembro de 1982) é uma atriz e modelo canadense. Iniciou a sua carreira como apresentadora do programa de televisão canadiano para crianças Popular Mechanics for Kids.
O seu primeiro papel relevante em cinema aconteceu no filme Airspeed em 1998. Em 2001, atuou no filme Lucky Girl, no qual recebeu seu primeiro prêmio, o Gemini Awards. A sua carreira evoluiu na década de 2000, quando interpretou Kim Bauer, filha de Jack Bauer no premiado seriado de ação 24 horas onde foi uma das quatro personagens com aparição em todas as temporadas.
Continuou em grandes produções, porém com papéis pequenos, como Love Actually e Old School.
Ganhou reconhecimento internacional por interpretar Danielle, uma ex-atriz pornográfica no filme The Girl Next Door (Show de vizinha no Brasil) em 2004, recebendo então duas indicações ao MTV Movie Awards e por Carly Jones, no filme A Casa de Cera em 2005 sendo nomeada ao Teen Choice Awards em duas categorias.
De 2011 a 2013, protagonizou a série de comédia da ABC Happy Endings como "Alex Kerkovich".
De 2016 até 2020 Cuthbert estava na série de comédia da Netflix, The Ranch interpretando Abby.

## Início de vida
Filha do designer de automóveis Kevin Cuthbert e da dona de casa Patricia nasceu no estado de Alberta, no Canadá, mas logo se mudou para Greenfield Park, Quebec, onde aprendeu a falar francês fluente. Em 2000, formou-se no Centennial Regional High School e com dezessete anos, foi para Los Angeles, Califórnia, para seguir a carreira de atriz. Ela estabeleceu um prazo seis semanas para si mesma para tentar obter algum trabalho como atriz em Los Angeles, e no final da quinta semana ela conseguiu o papel na série de televisão 24.

## Carreira

### Início (1994-2000)
Começou sua carreira como modelo fotográfico aos sete anos de idade, em 1994 e, aos quinze anos, estreou na televisão como apresentadora do programa juvenil Popular Mechanics for Kids (Mecânica Popular para Jovens, no Brasil). Seu sucesso no programa chamou a atenção da então primeira-dama Hillary Clinton que a convidou para visitar a Casa Branca.
O primeiro papel no cinema aconteceu no filme Airspeed, em 1998, no qual sua personagem é a única a permanecer consciente quando um avião é danificado por uma tempestade. Com a ajuda de um controlador de voo, foi obrigada a pousar o aparelho. Em 1999, filmou Who Gets the House?, no qual sua personagem e fica com uma casa após a separação dos pais, que passam a lutar para reavê-la. No mesmo ano, interpretou uma garota viaja no tempo em Time at the Top.
Em 1999, fez sua primeira série: Are You Afraid of the Dark?.
Em 2000, participou de um filme de terror chamado Believe (Os Espíritos), no qual interpretou Kathrine, uma garota que se torna a única amiga de um forasteiro recém-chegado, que foi enviado para a casa de seu avô após ser expulso de várias escolas. Juntos, eles descobrem um segredo que liga suas famílias, transmitido através de uma aparição fantasmagórica.

### Descoberta (2001-2003)
A primeira vez que o seu nome foi mencionado foi quando recebeu o papel de Kim Bauer, entre 2001 a 2006, filha de Jack Bauer, sua personagem na série 24 horas.
Em 2001, participou do filme Lucky Girl e por essa atuação, ganhou o Gemini Award na categoria de "Melhor atriz em filme de drama ou minissérie". Em 2002, fez um teste para conseguir o papel de Mary Jane Watson em Spider-Man, mas este foi para Kirsten Dunst. Em Old School (Dias Incríveis), de 2003, ela é uma moça que se envolve com um homem mais velho; na história, três “trintões” tentam resgatar seus tempos de faculdade e formam uma irmandade off-campus. O filme arrecadou 87 milhões de dólares. Love Actually (Simplesmente Amor), produção inglesa de 2003, mostra a atriz como "Carol Anne", a americana. O filme foi um sucesso na bilheteria, ganhando 246,4 milhões de dólares no mundo.
Em 2003, durante as filmagens, quando Kim Bauer encontra perdida na selva e acaba deparando-se com um leão da montanha, a atriz acabou sendo mordida enquanto conhecia o animal. Na altura a atriz comentou: "O treinador disse que eu deveria conhecer o animal antes da filmagem. Então eu tentei dizer 'oi' e ele deu uma grande mordida na minha mão. Eu nunca sangrei tanto em toda minha vida. Entrei em pânico".
Cuthbert conseguiu recuperar e voltou às gravações do seriado 24 Horas, exibido no Brasil pela emissora Fox. Na quinta temporada, pode-se ver o retorno de Kim.

### Reconhecimento internacional (2004-2006)
Em 2004, protagonizou o filme que a tornou conhecida internacionalmente e a listou como um símbolo sexual, The Girl Next Door (Show de Vizinha no Brasil), no qual ela interpretou "Danielle", uma ex-atriz pornográfica. Após o sucesso do filme, apresentou-se na The Girl Next Door Movie Premiere e ganhou duas indicações ao MTV Movie Awards de: Melhor beijo e Melhor revelação feminina.

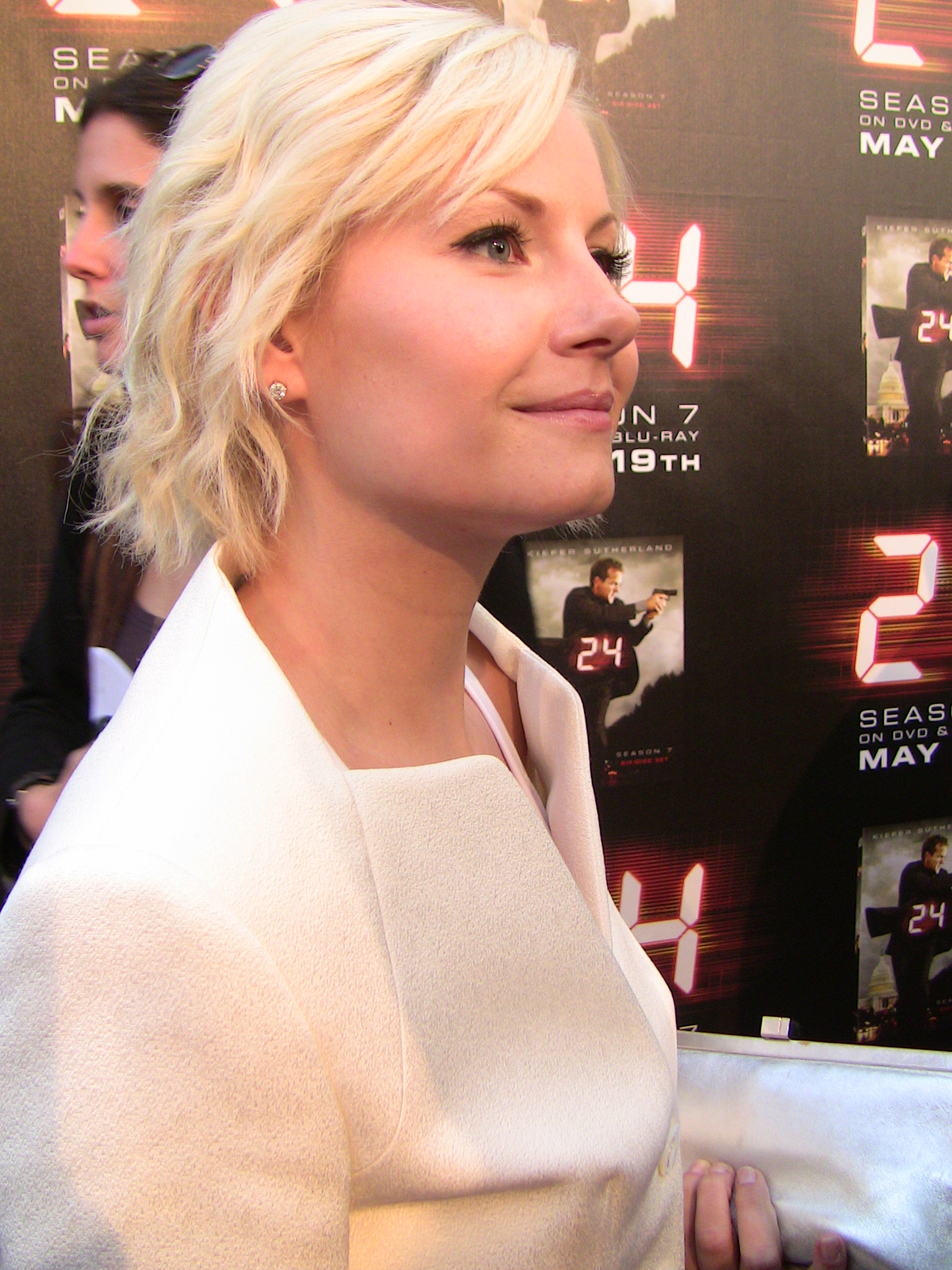
Cuthbert na sessão final da série 24

O filme seguinte foi The Quiet (O Preço do Silêncio no Brasil), em 2005, no qual interpretou a filha de um casal com quem uma garota surda vai viver e que a maltrata.
Ainda em 2005, participou em um filme de terror australiano-americano, House of Wax (A Casa de Cera). A atriz foi indicada ao Teen Choice Award em duas categorias: Melhor luta e Melhor Atriz de Cinema – Ação/Aventura/Suspense. Após o sucesso comercial, o filme se apresentou em diversas premiéres e festivais como Tribeca Film Festival, Toronto International Film Festival, New York Film Critics Circle Awards, entre outros.  O filme foi um sucesso de bilheteria, que arrecadou 70 milhões dólares em todo o mundo.
Cuthbert esteve cotada para interpretar a personagem Susan Storm no filme Quarteto Fantástico (2005), também esteve cotada para o papel de Lois Lane no filme Superman - O Retorno.
Apareceu no vídeo da música "Perfect Situation" de Weezer no início de 2006, jogando uma ficcional vocalista original do grupo que brigou, e que levou à Rivers Cuomo se tornar líder da banda. Ela também teve um pequeno papel no vídeo da música da Paris Hilton para a canção "Nothing In This World". Ela também reprisou seu papel como Kim Bauer em no jogo 24: The Game no qual foi indicada ao Spike Video Game Awards de Melhor Interpretação Feminina de uma personagem coadjuvante.
Cuthbert e Paris Hilton eram supostas a aparecer no filme Todo Mundo em Pânico 4 em uma paródia do filme House of Wax, mas foi cancelado.

### Papéis adultos (2007-2010)

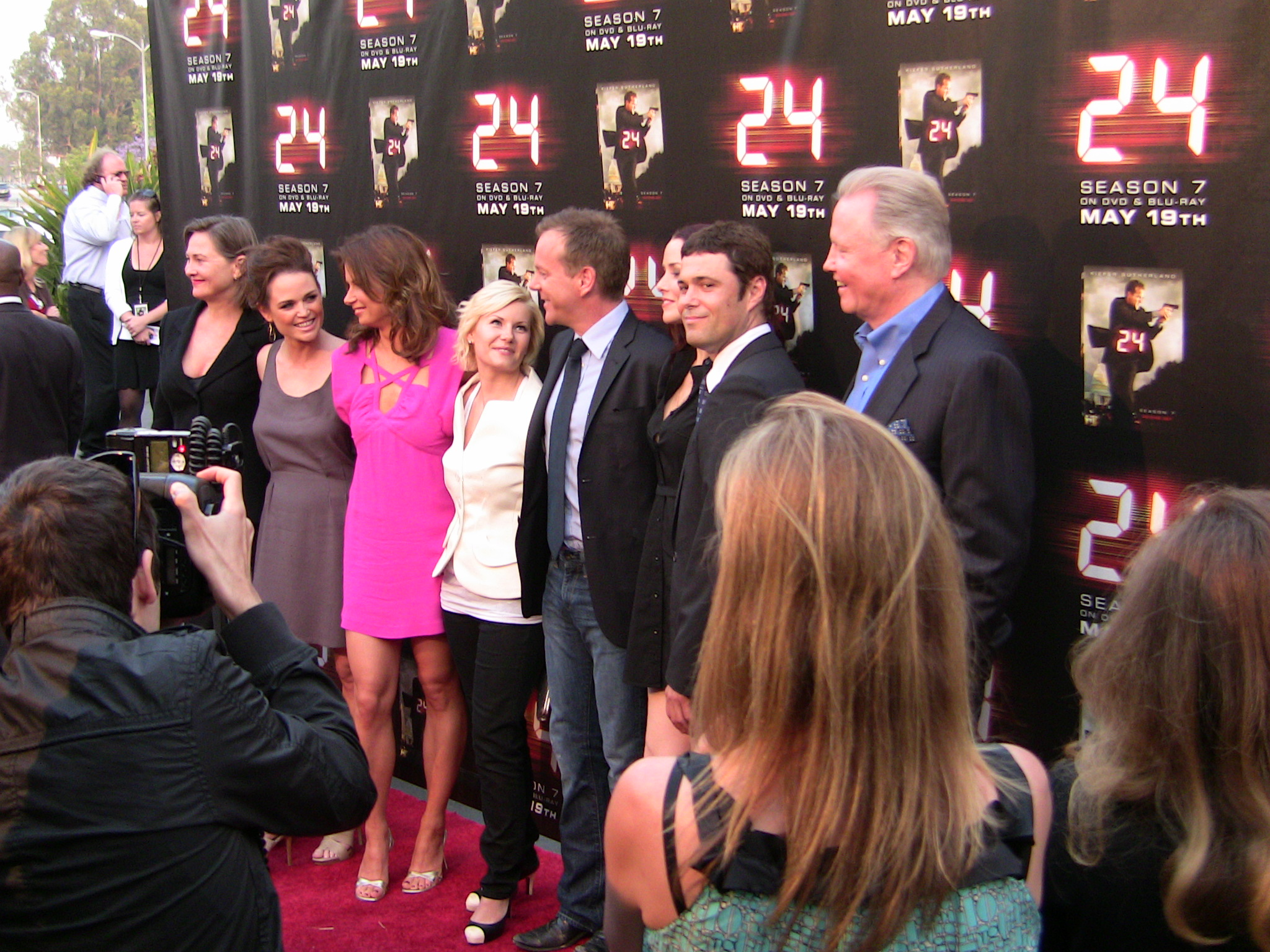
Cuthbert juntamente com o elenco da série 24 Horas em 2009.

Em 2007, atuou em Captivity (Cativeiro). Aqui desempenha a personagem "Jennifer Tree", uma modelo que é raptada por um fã psicopata e mergulhada em um thriller psicológico. Após o lançamento mundial, Cuthbert recebeu críticas mistas por sua atuação, e nomeada ao Framboesa de Ouro de pior atriz e também foi indicada ao Teen Choice Award: Atriz de Cinema de Terror / Suspense. O filme arrecadou 10,9 milhões de dólares em bilheteria.
Em He Was a Quiet Man, Cuthbert interpretou "Vanessa", uma tetraplégica, com Christian Slater. O filme foi uma edição limitada em 2007 e lançado em DVD no início de 2008. O filme recebeu 79% de aprovação no Rotten Tomatoes.
Em 2008, protagonizou My Sassy Girl, um filme no qual ela primeiro corteja e depois despreza um jovem tímido e idealista.
Em 2009, protagonizou o filme Minhas Seis Esposas, e também fez um ensaio sensual para revista Complex, dando depois uma entrevista onde afirmou que prefere que reparem mais nela do que em seus seios. Ainda em dezembro de 2009, a ABC disse que Cuthbert se juntou ao elenco da série The Forgotten num papel recorrente como "Maxine Denver", uma profissional de Chicago.

### Happy Endings(2011-2013)
De abril de 2011 a maio de 2013, Cuthbert protagonizou como "Alex Kerkovich" por três temporadas a série de comédia da ABC Happy Endings, ao lado de Eliza Coupe, Zachary Knighton, Adam Pally, Damon Wayans Jr. e Casey Wilson. A série foi inicialmente criticada, sendo negativamente comparada a várias semelhantes "sitcoms" - Perfect Couples, Mad Love, Traffic Light e Friends with Benefits, no entanto, ao longo da primeira temporada, as opiniões dos críticos tornaram-se mais quentes - com alguns admitindo que ele (David Caspe) tinha crescido com ela e que tinha melhorado. BuddyTV classificou Happy Endings na 7.ª posição na sua lista de 2011 de "Os melhores novos programas de TV". A segunda temporada de Happy Endings recebeu aclamação da crítica generalizada, constando em várias listas de revistas de "Melhores do Ano", New York Magazine, The A.V. Club,  Hulu, a Associated Press, o Pittsburgh Post-Gazette, e Yahoo! todos incluíram a série no topo de "os programas de televisão de 2011". Cuthbert foi indicada ao Online Film & Television Association em 2012 e 2013 na categoria de "Melhor elenco em uma série de comédia" e TV Guide Awards de Elenco Favorito; a série também foi indicada a outros 28 prêmios, incluindo o Satellite Awards de Melhor série de televisão de comédia ou musical. Apesar de aclamação da crítica e com um culto seguinte, a série foi cancelada pela ABC após a conclusão de sua terceira temporada em maio de 2013, por causa do agendamento errático da ABC, resultando numa das classificações mais baixas na temporada e posteriormente cancelada; foi chamado de uma das "piores decisões TV" da temporada de 2012-13 pela New York magazine.
No ano de 2012, foi apresentadora do American Music Awards e do People's Choice Awards. Em outubro de 2012, apareceu no vídeo da música "The Gaslight Anthem" "Here Comes My Man", interpretando a namorada de um homem que a maltrata, até que ela imagina um relacionamento romântico com um personagem em um filme e decide acabar com sua relação real.

### One Big Happye outros projetos (2014-presente)
Em fevereiro de 2014, Cuthbert assinou um contrato para desempenhar o papel principal feminino na nova série de comédia da NBC One Big Happy de Liz Feldman e Ellen DeGeneres. Cuthbert estrela como Lizzy, uma lésbica que engravida de seu melhor amigo, Lucas (interpretado por Nick Zano), porém Lucas conhece e se casa com o amor de sua vida, Prudence. A série foi condenada a 6 episódios, em 9 de maio de 2014 e estreou no meio da temporada, no início de 2015. A série foi cancelada após uma temporada. Ainda em 2014, Elisha teve uma pequena participação no filme Just Before I Go.
Ela estava indo interpretar "Lady Lisa", no novo filme de Chris Columbus, Pixels, mas ela abandonou o papel por causa da série "One Big Happy", depois, ela deu o papel para Ashley Benson.
Em 2015, de acordo com o The Hollywood Reporter, Cuthbert deve-se juntar a Seann William Scott na sequência da comédia Goon, sucesso cult de 2011. O novo filme, intitulado Goon: Last of the Enforcers , entrou em produção no mês de junho em Toronto. Liev Schreiber e Alison Pill também devem reprisar seus papéis do primeiro filme. No dia 30 de setembro de 2015, foi confirmado que irá estrelar uma nova série da Netflix, The Ranch, juntamente com Ashton Kutcher.

## Carreira de modelo
Quando tinha sete anos de idade, Cuthbert começou sua carreira como modelo fotográfico,  também se tornou modelo de roupas infantis e mais tarde modelo de pé. Depois disso também continuou a trabalhar como modelo e apareceu em várias capas de revistas como, People, Maxim, Complex, FHM, Flare, Shape, 994, Women’s Health, Fashion, Strut, Teen Vogue Magazine, GQ Magazine entre outras.
Em 2011 participou na New York Fashion Week, em 2014 participou do Toronto Fashion Week Fall, em 2015 o  World MasterCard Fashion Week Fall em Toronto.

## Filmografia

### Cinema
| Ano  | Título                       | Personagem         | Obs. |
| ---- | ---------------------------- | ------------------ | ---- |
| 1996 | Dancing on the Moon          | Sarah              |      |
| 1997 | Mail to the Chief            | Madison Osgood     |      |
| 1997 | Nico the Unicorn             | Carolyn Price      |      |
| 1998 | Airspeed                     | Nicole Stone       |      |
| 1999 | Espíritos                    | Katherine Winslowe |      |
| 1999 | Time at the Top              | Susan Shawson      |      |
| 2000 | Who Gets the House?          | Emily Reece        |      |
| 2001 | Lucky Girl                   | Katlin Palmerson   |      |
| 2003 | Simplesmente Amor            | Carol Anne         |      |
| 2003 | Dias Incríveis               | Darcie Goldberg    |      |
| 2004 | Show de Vizinha              | Danielle / Athena  |      |
| 2005 | A Casa de Cera               | Carly Jones        |      |
| 2006 | O Preço do Silêncio          | Nina Deer          |      |
| 2007 | Cativeiro                    | Jennifer Tree      |      |
| 2007 | A Fúria                      | Vanessa            |      |
| 2008 | Ironias do amor              | Jordan Roark       |      |
| 2008 | Tim and Eric Awesome Show    | ela mesma          |      |
| 2008 | As armas                     | Frances Dett       |      |
| 2009 | The Six Wives of Henry Lefay | Barby              |      |
| 2014 | Just Before I Go             | Penny Morgan       |      |
| 2017 | Goon: Last of the Enforcers  | Maria              |      |
| 2020 | Eat Wheaties!                | Janet Berry-Straw  |      |

### Televisão
| Ano                   | Título                                                       | Personagem            | Obs.                          |
| --------------------- | ------------------------------------------------------------ | --------------------- | ----------------------------- |
| 1997-2000             | Popular Mechanics for Kids                                   |                       | apresentadora                 |
| 1999-2000             | Are You Afraid of the Dark?                                  | Megan                 |                               |
| 2001                  | Largo Winch                                                  | Abby                  |                               |
| 2001-2004, 2006, 2009 | 24                                                           | Kim Bauer             |                               |
| 2004                  | MADtv                                                        | ela mesma e Kim Bauer | paródia de 24 Horas           |
| 2008                  | Tim and Eric Awesome Show, Great Job!                        | ela mesma             |                               |
| 2008                  | Guns                                                         | Frances Dett          |                               |
| 2008                  | Family Guy                                                   |                       | voz                           |
| 2009                  | Ny-Lon                                                       | Edie                  |                               |
| 2010                  | The Forgotten                                                | Maxine Denver         | Papel recorrente, 6 episódios |
| 2011-2013             | Happy Endings                                                | Alex                  |                               |
| 2013                  | 24/7 Winter Classic Toronto Maple Leafs vs Detroit Red Wings | ela mesma             |                               |
| 2015                  | One Big Happy                                                | Lizzy                 | 6 episódios                   |
| 2016-2019             | The Ranch                                                    | Abby                  |                               |
| 2020                  | Canada's Drag Race                                           | Ela mesma             | Apresentadora convidada       |

### Webséries
| Ano  | Título                     | Papel                 | Notas              |
| ---- | -------------------------- | --------------------- | ------------------ |
| 2012 | Happy Endings: Happy Rides | Alex Kerkovich        | Dirigiu 1 episódio |
| 2015 | The Plateaus               | Garota da banda rival | [ 81 ]             |

### Vídeos musicais
| Ano  | Título                  | Artista             | Papel                |
| ---- | ----------------------- | ------------------- | -------------------- |
| 2005 | "Perfect Situation"     | Weezer              | Vocalista de "Weeze" |
| 2006 | "Nothing In This World" | Paris Hilton        | Garota Popular       |
| 2012 | "Here Comes My Man"     | The Gaslight Anthem | Namorada             |
| 2015 | "Make Our Own Way"      | Pequenos Brutes     | Ela Mesma            |

### Vídeo Game
| Ano  | Título       | Papel     |
| ---- | ------------ | --------- |
| 2006 | 24: The Game | Kim Bauer |

## Prêmios e indicações
| Ano  | Prêmio                                        | Categoria                                       | Trabalho           | Resultado | Ref.    |
| ---- | --------------------------------------------- | ----------------------------------------------- | ------------------ | --------- | ------- |
| 2001 | Gemini Awards                                 | Melhor Atriz em filme de drama ou minissérie    | Lucky Girl         | Venceu    | [ 2 ]   |
| 2002 | Online Film Critics Society                   | Melhor elenco em série de drama                 | 24                 | Indicado  | [ 85 ]  |
| 2003 | Online Film Critics Society                   | Melhor elenco em série de drama                 | 24                 | Venceu    | [ 86 ]  |
| 2003 | Teen Choice Awards                            | Atriz revelação em televisão                    | 24                 | Indicado  | [ 87 ]  |
| 2003 | Washington D.C. Area Film Critics Association | Melhor elenco                                   | Love Actually      | Venceu    | [ 88 ]  |
| 2003 | Prémios Screen Actors Guild                   | Melhor elenco em série de drama                 | 24                 | Indicado  | [ 89 ]  |
| 2003 | Prémio Online Film & Television Association   | Melhor elenco                                   | Love Actually      | Indicado  | [ 90 ]  |
| 2004 | Critics Choice Movie Awards                   | Melhor elenco                                   | Love Actually      | Indicado  | [ 91 ]  |
| 2004 | Phoenix Film Critics Society Awards           | Melhor elenco                                   | Love Actually      | Indicado  | [ 92 ]  |
| 2004 | Golden Schmoes Movie Awards                   | Melhor T&A do ano                               | The Girl Next Door | Venceu    | [ 93 ]  |
| 2005 | MTV Movie Awards                              | Melhor beijo                                    | The Girl Next Door | Indicado  | [ 94 ]  |
| 2005 | MTV Movie Awards                              | Melhor revelação feminina                       | The Girl Next Door | Indicado  | [ 94 ]  |
| 2005 | Prémios Screen Actors Guild                   | Melhor elenco em série de drama                 | 24                 | Indicado  | [ 95 ]  |
| 2005 | Teen Choice Awards                            | Melhor atriz em filme de ação/aventura/thriller | A Casa de Cera     | Indicado  | [ 96 ]  |
| 2005 | Teen Choice Awards                            | Melhor Luta                                     | A Casa de Cera     | Indicado  | [ 97 ]  |
| 2006 | Spike Video Game Awards                       | Melhor atriz secundária                         | 24: The Game       | Indicado  | [ 98 ]  |
| 2006 | Prémio Online Film & Television Association   | Melhor elenco em série de drama                 | 24                 | Indicado  | [ 99 ]  |
| 2007 | Teen Choice Awards                            | Melhor atriz em filme de horror/thriller        | Cativeiro          | Indicado  | [ 100 ] |
| 2008 | Framboesa de Ouro                             | Pior atriz                                      | Cativeiro          | Indicado  | [ 101 ] |
| 2009 | Prémio Online Film & Television Association   | Melhor elenco em série de drama                 | 24                 | Indicado  | [ 102 ] |
| 2012 | Prémio Online Film & Television Association   | Melhor Elenco em série de Comédia               | Happy Endings      | Indicado  | [ 103 ] |

## Imagem pública
Cuthbert é citada na mídia como um símbolo sexual e referida como uma das mulheres "mais sensuais" e "mais bonitas" do mundo. Desde que ficou mais conhecida ao interpretar Kim Bauer, constou nas listas das mulheres mais sensuais e assegura regularmente um lugar nas listas anuais das "mulheres mais atraentes" das revistas FHM e Maxim. Sua classificação mais alta foi n.° 4 em 2008 no Reino Unido na edição da FHM das 100 Mulheres Mais Sensuais do Mundo. Ela foi classificada na 14.ª posição em 2003, n.° 10 em 2004, n.° 5 em 2005, n.° 22 em 2006, n.° 10 em 2007, n.° 4 em 2008, n.º 7 em 2009, em 2011 o 65.°, 2012 o 34.° e 2014 o 17.°[carece de fontes?]
Em 2006, negou rumores que davam conta de sua nudez nas páginas da revista Playboy, apesar de admitir que foi sondada pela revista. A atriz afirmou na altura "Somente irei ficar nua em frente às câmeras caso seja estritamente necessário" admitindo que não hesitaria em solicitar dublês de corpo caso necessário, acrescentando também "os editores da Playboy podem guardar seu dinheiro, pois ela nunca ficará nua em suas páginas".
Na lista das "100 mulheres mais quentes" da Maxim, ela foi classificada como a n.° 84 em 2002, n.° 9 em 2003, n.º 21, em 2004, n.° 92, em 2006, n.° 25, em 2007, n.° 6 em 2008, n.° 43, em 2009, em 2010 o 25.°, 65.ª em 2011, n.° 34 em 2012, n.° 10 em 2013 e n.° 17 em 2014. BuddyTV classificou-a na 33.ª posição da lista "100 mulheres mais sexy de sua televisão" de 2011. No ano de 2013, foi eleita pela revista Maxim, a mulher mais bonita da televisão americana, e também entrou na lista das "50 mulheres mais lindas de Hollywood". Em 2007, Cuthbert foi considerada um dos "100 rostos mais bonitos os mundo" pela publicação anual da revista People.
No ano de 2005, foi classificada na 30.ª posição por leitores da AskMen.com na lista das "99 mulheres desejadas" de 2005, em 2006 nº 23 e 2007 nº 10. Complex classificou-a em "As 25 mulheres canadenses mais quentes", "As 100 mulheres mais quentes da década de 2000" e "As 25 mais quentes atrizes loiras Bombásticas". Em 2013, a revista GQ a listou entre "As 100 mulheres mais quentes do século 21" e "As 100 mulheres mais sexys do milênio".
No vídeo de música What goes around comes around do Justin Timberlake, conta a vida amorosa de um amigo, Trace Ayala e o fim de seu relacionamento com Elisha. O videoclipe da canção estrelou a atriz Scarlett Johansson e foi dirigido por Samuel Bayer, que fez o Nirvana "Smells Like Teen Spirit". O clipe ganhou o MTV Video Music Awards de "Melhor Direção" de 2007.

## Vida pessoal
Cuthbert tem dois irmãos mais novos, Jonathan Cuthbert e  Lee-Ann Cuthbert. Ela é uma fã de hóquei no gelo; em 2005 manteve um blog no site da NHL.
Namorou o jogador Sean Avery por quase dois anos; eles se separaram em agosto de 2007. Em maio de 2008, Cuthbert começou a namorar o jogador da NHL Dion Phaneuf. Antes dele já vieram outros dois jogadores de hoquei, Mike Komisarek e Sean Avery, um empresário, Trace Ayala e um ator, Andrew Keegan, respectivamente. Ela foi objeto de atenção da mídia sobre essas relações em dezembro de 2008, quando Avery fez um comentário sobre a relação deles. Ele foi posteriormente suspenso pelo comentário.
Cuthbert e Phaneuf anunciaram o noivado em setembro de 2012, e eles se casaram em 6 de julho de 2013 na Igreja Católica St. James na Ilha do Príncipe Eduardo. O casal tem dois filhos, uma filha nascida em 2017 e um filho em 2022.

### Trabalhos de caridade
Cuthbert está envolvida em várias causas de caridade e é um membro ativo de várias organizações. Em 2003, ela participou do evento de caridade "Tod's Charity Event" para beneficiar e cuidar das crianças e famílias com Aids, e se tornou partidária da YouthAIDS, que é uma organização não governamental, a educação sem fins lucrativos.
Em 2011, desfilou usando um vestido vermelho no Sunny Fong, desfile de moda beneficente em Toronto. O vestido vermelho é o símbolo nacional para mulheres e consciência da doença cardíaca.
Em 2004 participou do "Vanity Fair Amped" para beneficiar a fundação "Justin Timberlake" em Los Angeles, em 2006 participou da "14.ª Anual Elton John AIDS Foundation Academy Award Party". Em 2014, Elisha participou do "4th Annual Stand Up For The Pits Event" em Hollywood, o evento é próprio para ajudar os cachorros, participou também do Bullseye (mascote).